# Trường Thọ (phường)
Trường Thọ là một phường thuộc thành phố Thủ Đức, Thành phố Hồ Chí Minh, Việt Nam.

## Địa lý
Phường Trường Thọ nằm ở trung tâm thành phố Thủ Đức, có vị trí địa lý:
- Phía đông giáp phường Bình Thọ, Phước Long B và Phước Long A
- Phía tây giáp các phường Linh Đông và Linh Tây
- Phía nam giáp quận Bình Thạnh và các phường An Phú, Phước Long A
- Phía bắc giáp phường Linh Chiểu.

Phường có diện tích 4,99 km², dân số năm 2021 là 48.467 người, mật độ dân số đạt 9.712 người/km².

## Lịch sử
Dưới thời nhà Nguyễn, Trường Thọ là một làng thuộc tổng An Điền, huyện Ngãi An, phủ Phước Long, tỉnh Biên Hòa.
Đến thời Pháp thuộc, làng Trường Thọ hợp nhất với các làng Bình Thái, Bình Thọ và Phú Thọ thành làng Phước Long Xã thuộc quận Thủ Đức, tỉnh Gia Định.
Sau năm 1956, các làng gọi là xã, Phước Long Xã là một xã thuộc quận Thủ Đức.
Sau năm 1975, xã Phước Long Xã được đổi tên thành xã Phước Long thuộc huyện Thủ Đức, thành phố Sài Gòn - Gia Định (tên gọi khi đó của Thành phố Hồ Chí Minh ngày nay). Trường Thọ lúc này là một ấp thuộc xã Phước Long.
Ngày 6 tháng 1 năm 1997, Chính phủ ban hành Nghị định số 03-CP. Theo đó:
- Thành lập quận Thủ Đức trên cơ sở toàn bộ diện tích và dân số của thị trấn Thủ Đức và 7 xã: Hiệp Bình Chánh, Hiệp Bình Phước, Linh Đông, Linh Trung, Linh Xuân, Tam Bình, Tam Phú; một phần diện tích và dân số của các xã Hiệp Phú, Tân Phú và Phước Long thuộc huyện Thủ Đức cũ
- Thành lập phường Trường Thọ thuộc quận Thủ Đức trên cơ sở 367 ha diện tích tự nhiên và 6.651 người của xã Phước Long; 42 ha diện tích tự nhiên và 13.510 người của thị trấn Thủ Đức.

Sau khi thành lập, phường Trường Thọ có 409 ha diện tích tự nhiên và 20.161 người.
Ngày 9 tháng 12 năm 2020, Ủy ban thường vụ Quốc hội ban hành Nghị quyết 1111/NQ-UBTVQH14 về việc thành lập thành phố Thủ Đức trên cơ sở sáp nhập toàn bộ diện tích và dân số của Quận 2, Quận 9 và quận Thủ Đức, phường Trường Thọ thuộc thành phố Thủ Đức như hiện nay.